# World of the Dead: The Zombie Diaries
World of the Dead: The Zombie Diaries (Originaltitel World of the Dead: The Zombie Diaries 2) ist ein britischer Zombiefilm aus dem Jahr 2011. Der Film ist die Fortsetzung von The Zombie Diaries aus dem Jahr 2006.

## Inhalt
Ein Jahr nach dem Ausbruch eines tödlichen Virus, das den Großteil der Menschheit in blutrünstige Zombies verwandelt hat, kämpfen die letzten Überlebenden in Großbritannien ums Überleben. Die britische Regierung ist weitgehend zusammengebrochen, doch eine kleine Gruppe von Soldaten und Zivilisten hält sich in einer Militärbasis in der Nähe von London versteckt.
Als ein Funkspruch sie darüber informiert, dass es eine sichere Zone an der Küste gibt, machen sich die Überlebenden auf den gefährlichen Weg dorthin. Doch neben den umherstreifenden Zombies werden sie auch von einer brutalen Gruppe von Plünderern verfolgt, die die Apokalypse für ihre eigenen finsteren Zwecke nutzen. Während die Reise immer gefährlicher wird, müssen die Überlebenden nicht nur gegen die Untoten, sondern auch gegen die Grausamkeit der Menschen kämpfen.

## Produktion
Der Film wurde mit einem niedrigen Budget produziert und verwendet, wie sein Vorgänger, den Found-Footage-Stil. Die Dreharbeiten fanden hauptsächlich in England statt. Regie führten Kevin Gates und Michael Bartlett. Der Produzent war Rob Weston. In der Hauptrolle spielen Alix Wilton Regan, Philip Brodie und Vicky Aracio. Der Film wurde am 24. Juni 2011 veröffentlicht. Am 5. Januar 2012 erschien der Film in einer ungekürzten Fassung mit der Altersfreigabe „ab 18 Jahren“ in Deutschland.

## Rezeption
„Fortsetzungsfilm, der nahtlos an die Handlung von ‚The Zombie Diaries‘ (2006) anschließt und mit verwackelter Digicam versucht, den Authentizitätsfaktor zu erhöhen.“

Auf IMDb erhielt er 3.8 von 10 möglichen Punkten.